# My Worlds Acoustic
My Worlds Acoustic è un album di Justin Bieber, pubblicato il 26 novembre 2010.
Con questo nome, l'album è uscito in America e in Canada e propone alcune delle canzoni dei suoi due album My World e My World 2.0 in versione acustica, cioè cantate e registrate solo con il suono della chitarra. In più, nell'album c'è il suo nuovo singolo Pray.
Nel resto del mondo, sempre il 23 novembre 2010, l'album è uscito come parte integrante della raccolta My Worlds: The Collection, composto da due CD, dove nel primo ci sono le canzoni in versione acustiche più il nuovo singolo Pray e alcuni Remix, mentre nel secondo ci sono tutte le canzoni dei suoi due album My World e My World 2.0, in versione normale.

## Tracce

### My Worlds Acoustic
1. One Time
2. Baby
3. One Less Lonely Girl
4. Down To Earth
5. U Smile
6. Stuck In The Moment
7. Favorite Girl (Live)
8. That Should Be Me
9. Never Say Never
10. Pray

### My Worlds: The Collection
CD 1: My Worlds Acoustic
1. One Time (Acoustic Version) - 3:06
2. Baby (Acoustic Version) - 3:35
3. One Less Lonely Girl (Acoustic Version) - 3:57
4. Down To Earth (Acoustic Version) - 4:03
5. U Smile (Acoustic Version) - 3:16
6. Stuck In The Moment (Acoustic Version) - 3:18
7. Favorite Girl (Live) (Acoustic Version) - 5:09
8. That Should Be Me (Acoustic Version) - 4:09
9. Never Say Never (Acoustic Version) - 3:43
10. Pray - 3:34
11. Somebody To Love (feat. Usher) (Remix Version) - 3:43
12. Never Say Never (feat. Jaden Smith) (Acoustic Version) - 3:49
13. Somebody To Love (J-Stax Remix) - 3:34

CD 2
1. One Time
2. Favorite Girl
3. Down To Earth
4. Bigger
5. One Less Lonely Girl
6. First Dance Feat.Usher
7. Love Me
8. Common Denominator
9. Baby Feat.Ludacris
10. Somebody To Love
11. Stuck In The Moment
12. U Smile
13. Runaway Love
14. Never Let You Go
15. Overboard Feat.Jessica Jarrell
16. Eenie Meenie Feat.Sean Kingston
17. Up
18. That Should Be Me

## Classifiche
| Classifica (2010)   | Miglior posizione |
| ------------------- | ----------------- |
| USA - Billboard 200 | 7                 |
| Brasile - ABPD      | 10                |
| Italia - FIMI       | 35                |